# Dedi I di Wettin
Dedi o Dedo, chiamato anche Ziazo o Ciazo, (950 circa – Zörbig, 13 novembre 1009) era figlio di Teodorico I di Wettin e Jutta di Merseburgo.

## Biografia
Dedi trascorse la sua infanzia con il parente Rikdag, margravio di Meißen, Zeitz e Merseburgo, e fu quindi strettamente legato a uno degli uomini più influenti della Sassonia orientale. 
Dal 974 al 985 Dedi I fu coinvolto nella ribellione del duca di Baviera Enrico II di Baviera contro l'imperatore Ottone II e successivamente contro suo figlio, Ottone III, fino al giugno 985, quando il duca bavarese fu infine soggiogato a Francoforte. 
Nel 976 Dedi, nel contesto della rivolta slava del 983, comandò un esercito boemo, conquistò la marca di Zeitz e saccheggiò la chiesa del vescovo, ove prese persino sua madre come prigioniera. La notizia del saccheggio da parte da Dedi è però giudicato da Matteo Taddei come una notizia falsa o comunque poco precisa. Si riconciliò poi con Ottone III. 
Apparentemente Dedi ebbe buoni rapporti con l'arcivescovo di Magdeburgo, Giselher, che lo aiutò a ottenere i diritti comitali nell'Hassegau settentrionale a seguito della morte di Binizo di Merseburgo (avvenuta tra il 990 e il 1004, forse durante una spedizione contro il Brandeburgo nel 991/992 o in una spedizione contro gli slavi nel 997). Inoltre Dedi rivendicò con successo il Burgward di Zörbig per se stesso e suo fratello Federico. 
Gli anni prima della morte di Dedi furono oscurati da una faida con i conti di Walbeck. Quando suo suocero fu deposto come margravio del Nordmark, Dedi rivendicò per sé l'ufficio di margravio. Il titolo margraviale fu invece concesso a Lotario, conte di Derlingau e Nordthüringgau. Lotario governò il Nordmark dal 983 al 1003. 
Il vescovo Tietmaro di Merseburgo, nipote di Lotario, racconta nella sua cronaca che Dedi I fu coinvolto nella devastazione del castello di Wolmirstedt che era in possesso dei conti di Walbeck. La disputa di Dedi con la dinastia di Walbeck continuò con il figlio e il successore di Lotario, Guarniero/Werner di Walbeck (1003–1009; † 1014). Dedi fu ucciso da Guarniero/Werner il 13 novembre 1009 insieme ai suoi vassalli vicino al Mose alla confluenza dei fiumi Tange ed Elba.

## Famiglia e figli
Dedi sposò, prima del 985, Thietburga di Haldensleben, figlia di Teodorico di Haldensleben, margravio del Nordmark. Essi ebbero un figlio: 
- Teodorico, margravio di Lusazia dal 1031 alla morte.